# Мюрат, Ахилл
Шарль Луи Наполеон Ахилл Мюрат (известный как Ахилл, англ. Charles Louis Napoleon Achille Murat; 21 января 1801 — 15 апреля 1847) — французский дворянин и американский плантатор, 2-й принц Мюрат (1815—1847)

## Происхождение

Ахилл (в военной форме) с братом, сестрами и матерью Каролиной Бонапарт

Ахилл Мюрат родился 21 января 1801 года в Отеле де Бриенн в Париже, Франция. Старший сын наполеоновского маршала Иоахима Мюрата (1767—1815), великого герцога Бергского (1806—1808) и короля Неаполитанского (1808—1815) и имперского принца (1808—1815). Его матерью была Каролина Бонапарт (1782—1839), младшая сестра императора Франции Наполеона.

## Изгнание в Австрию и эмиграция в США
После того, как Наполеон был сослан во второй раз в 1815 году на остров Святой Елены, Иоахим Мюрат был свергнут и казнен своими подданными. Юный Ахилл и его братья и сестры были отправлены матерью в ссылку в замок Фросдорф недалеко от Вены в Нижней Австрии. Когда Мюрату исполнился двадцать один год, он получил разрешение эмигрировать в США.
В 1821 году по прибытии в Нью-Йорк Ахилл Мюрат немедленно подал заявление на получение гражданства. Проведя несколько месяцев в этом городе, он совершил обширное турне по США, поначалу используя вымышленное имя. Он имел поразительное сходство со своим знаменитым дядей внешностью и манерами. Хотя он отказался от всех своих европейских титулов и гражданства, его широкие социальные связи привели Мюрата в Вашингтон, где он подружился с политиком Ричардом Китом Коллом (1792—1862), делегатом избирательного округа Территории Флориды в Палате представителей США.

## Жизнь во Флориде

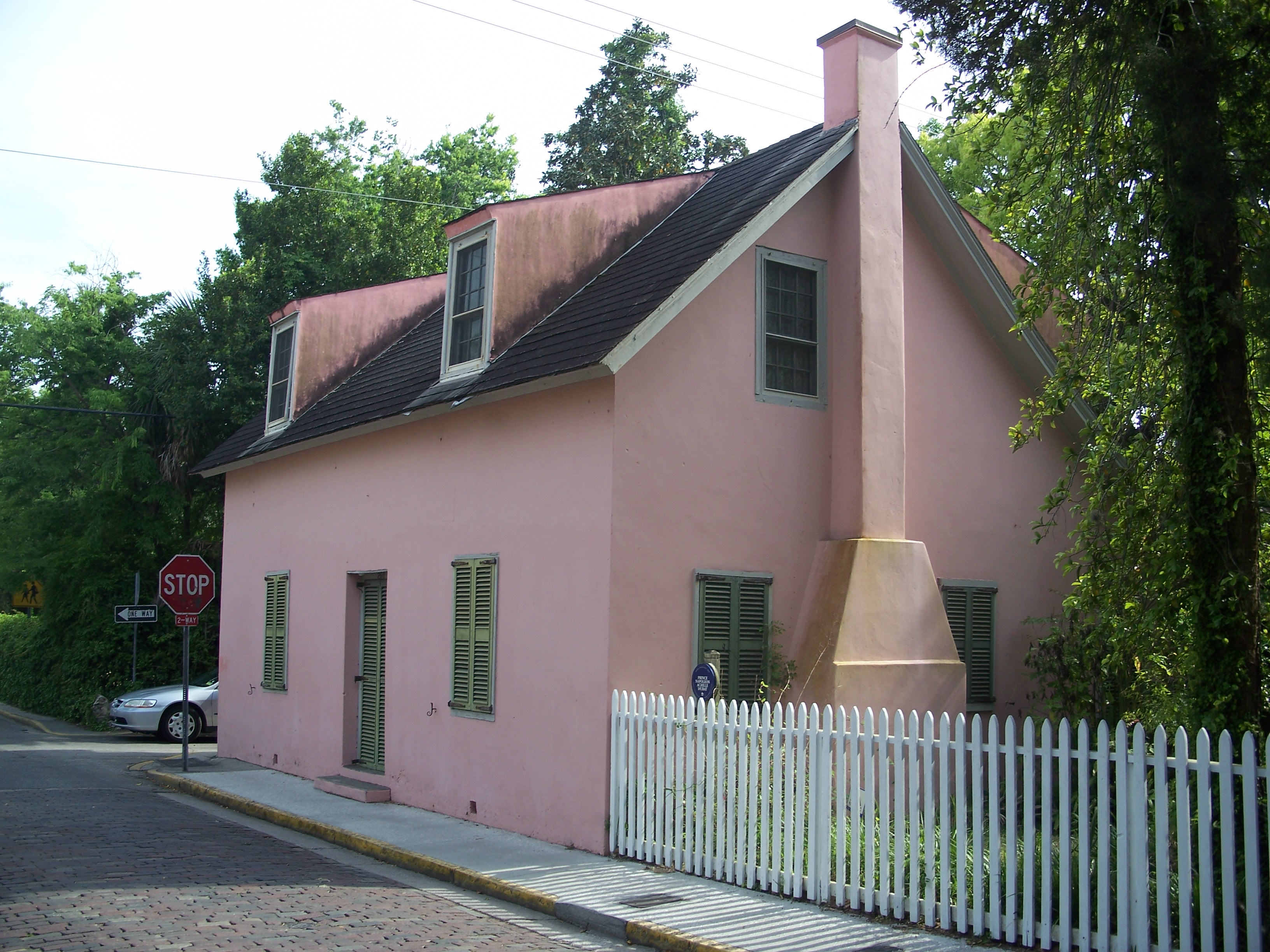
Дом Мурата в Сент-Огастине, Флорида

Ричард Колл рассказал Ахиллу Мюрату о возможностях на новой территории Флориды, которая была приобретена США у Испании в 1821 году. Весной 1824 года бывший «принц Неаполитанский» поселился в Сент-Огастине , по слухам, арендовав то, что сейчас называется Домом принца Мюрата на улице Сент-Джордж. Вскоре Мюрат стал активным членом общества Сент-Огастина, вступив в масонскую ложу и приняв участие в местной политике. Он записался в местное ополчение и некоторое время был добровольцем под командованием своего личного друга, бригадного генерала Джозефа Эрнандеса.
Мюрат приобрел обширную собственность в 2800 акров (1100 га) и превратил ее в плантацию, используя рабский труд для выращивания апельсинов, сахарного тростника, хлопка и табака. Он назвал ее «Партенопа» в честь своего бывшего княжества в Неаполе, Италия, которое было основано на месте древней греческой колонии Партенопа.
Партенопа Мюрата находилась примерно в 10 милях (16 км) к югу от Сент-Огастина, на западной стороне реки Матансас, в устье Мозес-Крик. Мюрат любил ходить голым и сделал подводный стул, чтобы спастись от жары лета на севере Флориды, используя его, чтобы сидеть голым в водах Мозес-Крик с москитной сеткой на голове. Сосед заметил, что он был одержим «…съедобностью всего племени животных». Мюрат был известен тем, что экспериментировал с поеданием запеченного грифа-индейки, вареной совы, жареной вороны, тушеного аллигатора, ящериц и гремучих змей. Он питал отвращение к ваннам, не любил менять одежду, «мыл ноги только после того, как изнашивал обувь», и спал на матрасе, набитом испанским мхом.
Около 1825 года Мюрат купил землю, которую он назвал плантацией Липона, в 15 милях (24 км) к востоку от Таллахасси. Он жил там в течение оставшихся территориальных и ранних дней государственности Флориды. Название Липона является анаграммой «Napoli» (Неаполь), королевства, где Мюрат когда-то думал, что станет преемником своего отца. Он купил Липону по настоянию маркиза де Лафайета.
Многие авторы неоднократно утверждали, что Мюрат был избранным олдерменом Таллахасси в 1824 году, мэром в 1825 году и самым долго проработавшим почтмейстером (1826—1838) . Публичные записи и исторические свидетельства не подтверждают эти утверждения . Эта и другая дезинформация о Мюрате появилась еще в 1888 году в «Энциклопедии американской биографии» Эпплтонов и была повторена в «путеводителе» для туристов 1890-х годов, изданном поместьем Мюрата (то есть плантацией Бельвю), в котором преувеличивалась вовлеченность Мюрата в местную политику; путеводитель упоминается в книге Брэдфорда Торри 1895 года под названием « A Florida Sketch-Book», в которой вспоминается визит Торри в 1893 году в поместье Мюрата недалеко от Таллахасси. Торри написал, что сосед Кэтрин Мюрат и другой местный «бесспорный гражданин» — судья — опровергли заявления Мюрата, опубликованные в туристическом путеводителе. Поскольку первоначальный городской устав Таллахасси вступил в силу только 9 декабря 1825 года, а первые муниципальные выборы состоялись только 2 января 1826 года, в 1824 или 1825 годах городского совета не существовало; таким образом, Мюрат не мог быть олдерменом или мэром в те годы . Федеральные записи показывают, что Ишем Г. Сирси был назначен федеральным почтмейстером Таллахасси на период, заявленный в путеводителе по поместью Мюрата.

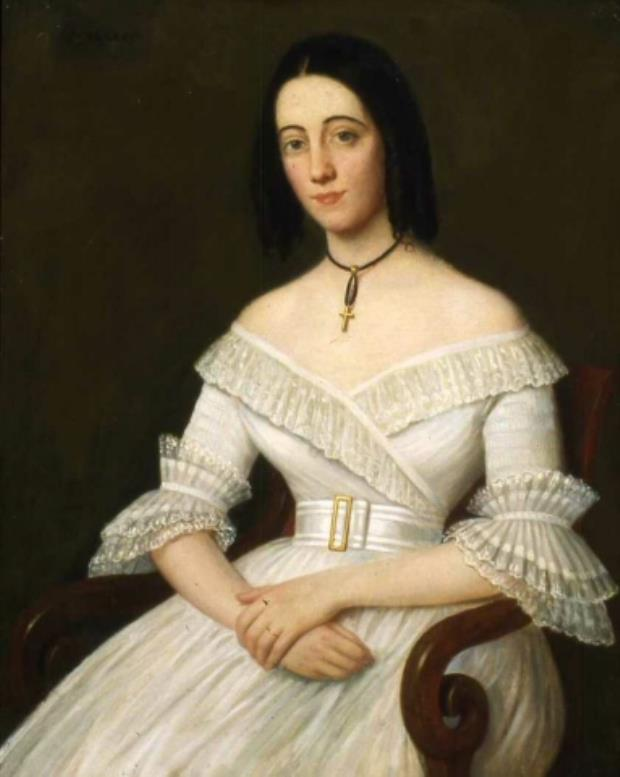
Грей, Кэтрин Дейнджерфилд Уиллис (1803—1867), супруга Ахилла Мюрата

Легенда гласит, что агенты маркиза организовали поселение на этой земле группы из пятидесяти или шестидесяти нормандских французских фермеров примерно в 1831 году, но никаких документов, подтверждающих это, нет.
12 июля 1826 года Ахилл Мюрат женился на Кэтрин Дейнджерфилд Уиллис Грей (17 августа 1803 — 6 августа 1867) в Таллахасси, Флорида. У них не было детей. Кэтрин была дочерью полковника Берда Чарльза Уиллиса (1781—1846) и его жены Мэри (урожденной Льюис) Уиллис (1782—1834), внучки Филдинга Льюиса, зятя Джорджа Вашингтона. Её первым мужем был Атччисон Грей в 1818—1819 годах.
Политические симпатии Мюрата, похоже, были джексоновскими на протяжении всего его пребывания во Флориде. На политическом митинге в 1826 году он назвал одного из кандидатов, своего соседа Дэвида Беттона Макомба, «перебежчиком». Макомб поднимал тост за государственного деятеля Кентукки Генри Клея по крайней мере один раз тем летом (альтернативная версия истории гласит, что Макомб был расстроен тем, что рабы Мурата крали его свиней). Макомб и Мюрат встретились на местной дуэльной площадке около озера Хаймонес. Выстрел Мюрата пробил рубашку Макомба, не задев плоть, а выстрел Макомба оторвал половину мизинца правой руки Мюрата.
В течение ранней фазы Второй семинольской войны и в течение предыдущих трех лет Ахилл Мюрат служил подполковником во Флоридской милиции и адъютантом Ричарда Колла. Он сохранил звание подполковника до конца своей жизни.
Зимой 1826 года, во время одного из своих периодических визитов в Сент-Огастин, Ахилл Мюрат познакомился с американским писателем Ральфом Уолдо Эмерсоном. Они стали близкими друзьями и любили обсуждать злободневные темы, а также политику, общество и историю.
Как и его современник Алексис де Токвиль, Мюрат был одним из первых выдающихся эссеистов о культуре и нравах в новой республике США . Во время своего проживания на плантации недалеко от Сент-Огастина Мюрат начал писать свои наблюдения об американской политике и своей повседневной жизни во Флориде на беглом французском, итальянском и английском языках. Он также писал о рабстве, экономике и литературе, но его книги так и не завоевали популярность у публики. Мюрат был ярым защитником рабства, хотя и заявлял, что борется за свободу человека.

## В Европу и обратно

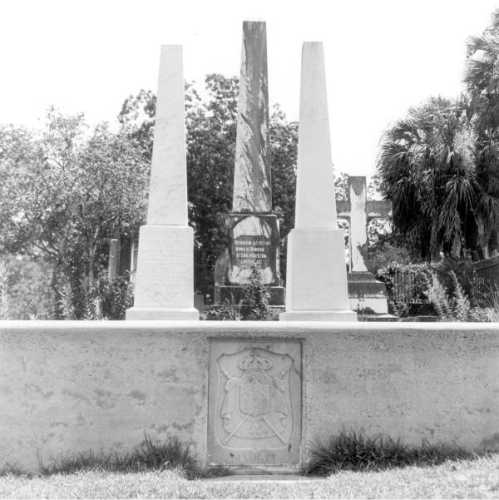
Могилы Ахилла и Кэтрин Мюрат, Таллахасси, Флорида

После Июльской революции 1830 года во Франции Ахилл Мюрат вернулся в Европу, где был назначен командовать полком Бельгийского легиона. Находясь в Бельгии и Франции, он надеялся вернуть себе часть семейного состояния, основываясь на собственности своих родителей. Его попытки оказались тщетными, и в 1834 году Мюраты вернулись в США.
В 1835 году Ахилл Мюрат и его жена переехали в Луизиану, где он купил плантацию сахарного тростника за пределами Нового Орлеана и городской дом в городе. Пара жила там несколько лет, пока он занимался юридической практикой без особого успеха. После возвращения во Флориду Мюрат заложил имущество Липоны в Tallahassee Union Bank. Он потерял его в 1839 году, когда больше не мог выполнять свои финансовые обязательства в результате отсроченных последствий финансовой рецессии 1837 года. Он и его жена были вынуждены переехать на меньшую плантацию, которую они назвали Экончатти, в современном округе Джефферсон, Флорида. Ахилл Мюрат скончался там в 1847 году и был похоронен на кладбище епископальной церкви Святого Иоанна в Таллахасси.
Двоюродный брат Мюрата по материнской линии, император Франции Наполеон III, предоставил его вдове наличными сумму в размере 40 000 долларов и ежегодное пособие, чтобы она могла жить привычной жизнью. Она оказалась более распорядительной, чем ее муж, и приобрела плантацию Белвью в 1854 году. Кэтрин Мюрат умерла в 1867 году и также была похоронена на кладбище епископальной церкви Св. Иоанна. В 1967 году дом на плантации Белвью был перенесен в Таллахасси, где он стал частью Музея Таллахасси.